# Thallarcha cosmia
Thallarcha cosmia là một loài bướm đêm thuộc phân họ Arctiinae, họ Erebidae.